# ФК Швит Нови Двор Мазовјецки
ФК Швит је пољски фудбалски клуб из Новог Двора Мазовјецког. Основан је 1935. Био је једном прволигаш и то кад и Горњик из Полковица, 2003/04. Био је тринаести од 14 клубова и то са 22 бода. Боје су зелена, бела, а резервне: жута, бела, тамноцрвена. После је отишао у другу лигу, у којој је од 1998. до 2003. и од 2004. до 2006. Сада игра у трећој лиги пољске, група исток.

## Састав екипе
| Бр. |          | Позиција | Играч                 |
| --- | -------- | -------- | --------------------- |
|     | Пољска   | Г        | Криштоф Телеховски    |
|     | Пољска   | Н        | Бартлоломеј Фоглер    |
|     | Пољска   | С        | Пјотр Гурзеда         |
|     | Пољска   | С        | Шимон Левицки         |
|     | Пољска   | С        | Камил Козјара         |
|     | Пољска   | О        | Лукаш Гловацки        |
|     | Пољска   | С        | Марек Ленђон          |
|     | Пољска   | С        | Михал Адамчик         |
|     | Нигерија | Н        | Марцелинус Одонг Обем |
|     | Пољска   | О        | Арнолд Колаковски     |
|     | Пољска   | О        | Гжегорж Коњчињски     |
|     | Камерун  | Г        | Џорџ Енов             |

| Бр. |        | Позиција | Играч             |
| --- | ------ | -------- | ----------------- |
|     | Пољска | О        | Лукаш Требуховски |
|     | Пољска | О        | Михал Кучарчик    |
|     | Пољска | С        | Андржеј Сазонович |
|     | Пољска | О        | Томаш Регинис     |

## Стручни кадар
- Либор Пала - главни тренер
- Збигњев Поцалик - други тренер
- Томаш Регинис - помоћник тренера
- Самјуел Погошјан - масажиста
- Криштоф Шћећински - лекар

## Познати бивши играчи
- Аидас Преикшаитис

## Спонзори
- Алпла НДМ
- Заклад Пралничи Пивовар
- Варшавјанка
- Транслуд
- Банк Полски
- Громикс
- Пекара ”Колач”
- Леди Фитнес
- ТЦ Буд Инстал
- Газета Новодворска
- Новаковски
- Масполска